# Amazonische Sprachen
Der Begriff Amazonische Sprachen bezieht sich auf die indigenen amerikanischen Sprachen des Amazonasbeckens.  Sie sind eine heterogene Gruppe von Sprachen, welche zu verschiedenen Familien gehören, die jedoch keine gemeinsamen Wurzeln aufweisen. Dennoch verbinden sie einige typologische Merkmale aufgrund des kontinuierlichen Kontakts unter ihnen sowie mit anderen Sprachen Südamerikas.
Die linguistische Diversität der amazonischen Sprachen ist bemerkenswert in jeglicher Hinsicht. Infolgedessen schlagen manche Autoren vor, vom amazonischen Sprachbund zu sprechen. Dennoch lässt diese Vielfältigkeit aufgrund der Verbreitung der nationalen Sprachen, vor allem des Spanischen und Portugiesischen, nach und nach die indigenen Sprachen Südamerikas aussterben.

## Überblick
Aus einer kulturellen Perspektive ist der amazonische Regenwald eine der vielfältigsten linguistischen Regionen der Welt. Im Amazonasbecken werden ungefähr 350 Sprachen gesprochen, welche in etwa 20 unterschiedlichen Familien gruppiert werden plus eine ziemlich große Anzahl an isolierten Sprachen. Eine klare phylogenetische Verwandtschaft konnte bis anhin nicht bewiesen werden, obwohl kulturelle wie auch linguistische Diversität Jahrtausende zurückreichen. Diese Vielfalt konnte sich wahrscheinlich deshalb erhalten, weil das Amazonas-Gebiet niemals Herrschaftsgebiete aufwies, welche lange genug bestehen konnten, um Kultur und Sprache effektiv zu beeinflussen.
Die großen Sprachfamilien dieser Region sind:
- Tupí-Sprachen: die heute am weitesten verbreitete Familie der indigenen Sprachen dieses geographischen Raums – wenngleich ein Teil der Ausbreitung erst vor kürzerer Zeit geschah.
- Macro-Ge-Sprachen: sie umfasst 41 Sprachen, von denen 23 bereits ausgestorben sind, und findet sich vor allem im östlichen Teil des Amazonastieflandes.
- Karibische Sprachen: diese 29 lebenden Sprachen sind besonders im nördlichen Teil Südamerikas weit verbreitet, von der Mündung des Amazonas bis zu den Kolumbianischen Anden.
- Arawak-Sprachen: die zweitgrößte Sprachfamilie umkreist den Amazonas förmlich.
- Pano-Sprachen: diesseits und jenseits der brasilianisch-peruanischen Grenze werden 28 Sprachen dieser Familie gesprochen.
- Takanische-Sprachen: im Südwesten des Amazonas ist diese Familie verbreitet.
- Tucano-Sprachen: mit rund 25 Einzelsprachen tritt diese Sprachfamilie im Nordwesten Amazoniens auf.

|  |  |  |

|  |  |  |

Nebst diesen nicht-verwandten, linguistischen Gruppen gibt es eine Anzahl von wichtigen, kleinen Sprachfamilien, welche noch nicht kategorisiert wurden. Sie werden deshalb als unabhängige Gruppe angesehen.
Multilingualismus war (und ist) Norm der Amazonasindianer.